# Maureen Connolly Brinker International 1973
Maureen Connolly Brinker International 1973  — жіночий тенісний турнір, що проходив на закритих кортах з твердим покриттям Brookhaven Country Club у Далласі (США). Належав до USLTA Women's Circuit 1973. Турнір відбувся вдруге і тривав з 5 до 11 березня 1973 року. Третя сіяна Вірджинія Вейд здобула титул в одиночному розряді й отримала за це 12 тис. доларів США. 

## Фінальна частина

### Одиночний розряд
Вірджинія Вейд —  Івонн Гулагонг 6–4, 6–1

### Парний розряд
Івонн Гулагонг /  Джанет Янг —  Гейл Шанфро /  Вірджинія Вейд 6–3, 6–2

## Розподіл призових грошей
| Дисципліна       | П       | F      | ПФ     | ЧФ     | 1/8  | 1/16 |
| Одиночний розряд | $12,000 | $5,000 | $2,000 | $1,000 | $400 | $200 |